# It's Only Money
It's Only Money is een Amerikaanse filmkomedie uit 1962 onder regie van Frank Tashlin. De film werd destijds in Nederland uitgebracht onder de titel Geld speelt geen rol.

## Verhaal
De 25-jarige wees Lester March werkt als tv-reparateur. Hij droomt ervan om ooit detective te worden. Zijn vriend Pete Flint stelt voor om op zoek te gaan naar de verloren neef van de rijke Cecilia Albright.

## Rolverdeling
| Acteur         | Personage                |
| -------------- | ------------------------ |
| Jerry Lewis    | Lester March             |
| Joan O'Brien   | Wanda Paxton             |
| Zachary Scott  | Gregory DeWitte          |
| Jack Weston    | Leopold                  |
| Jesse White    | Pete Flint               |
| Mae Questel    | Cecilia Albright         |
| Pat Dahl       | Mooi meisje              |
| Barbara Pepper | Vissersvrouw             |
| Francine York  | Mooi meisje              |
| Milton Frome   | Politieagent bij de pier |
| Del Moore      | Politieagent             |
| Ted de Corsia  | Politieagent             |